# Raoul Casadei
Raoul Casadei (Gatteo, 15 de agosto de 1937-Cesena, 13 de marzo de 2021) fue un músico y compositor italiano, famoso sobre todo por su contribución al liscio.

## Biografía
Casadei nació el 15 de agosto de 1937 en Gatteo, Italia. Su carrera musical comenzó a los 16 años cuando su tío Secondo le regaló una guitarra.
A finales de la década de 1950 comienza a participar en la "Orquesta Casadei", poco después rebautizada como "Orchestra Secondo e Raoul Casadei". En la década de 1960, la orquesta  difundió la música liscio por toda Italia. En 1971, a la muerte de Secondo, Casadei tomó la dirección de la orquesta.
Su principal objetivo era dar a conocer a liscio en todo el mundo a través de los valores de su propia Romaña, cantando sobre temas como la familia, el amor y la amistad.
Durante la década de 1970, el liscio experimentó un auge ("liscio boom"): se formaron varias orquestas y escuelas de liscio. En 1973 Casadei compuso uno de sus grandes éxitos, Ciao mare . En los años siguientes, otras canciones experimentaron un gran éxito: Simpatia, La mazurka di periferia, Romagna e Sangiovese, Romagna Capitale, Tavola grande. Participó en el Festivalbar de 1973 y en el Festival de Música de San Remo de 1974. También compuso temas para televisión, películas y anuncios, y participó en películas y cómics fotográficos.
En 1980 se retiró de los conciertos en vivo pero siguió dirigiendo la orquesta.
En 2001 su hijo Mirko se puso por delante de la orquesta.
Falleció el 13 de marzo de 2021 debido a complicaciones relacionadas con COVID-19 durante la pandemia de COVID-19 en Italia.